# Pressegger See
Le Pressegger See est un lac situé dans le land autrichien de Carinthie. Il se trouve dans une vallée glaciaire à l'intérieur des Préalpes orientales méridionales, à l'est de Hermagor-Pressegger See.
D'une profondeur moyenne de 3,4 m, il est relativement plat avec une forme semi-circulaire. Caractérisé par ses roselières, il possède également des plages qui attirent les touristes l'été.

## Source
- (en) Cet article est partiellement ou en totalité issu de l’article de Wikipédia en anglais intitulé « Pressegger See » (voir la liste des auteurs).